# ماريك تشيخ (لاعب كرة قدم سلوفاكي)
ماريك تشيك (بالسلوفاكية: Marek Čech)‏ (مواليد 26 يناير 1983 في تريبيشوف) لاعب كرة قدم سلوفاكي يلعب حاليا لصالح نادي ويست بروميتش ألبيون الإنجليزي .

## مسيرته الكروية
لعب ماريك تشيخ خلال مسيرته الاحترافية مع 8 أندية في ستة عشر موسمًا وسجل خلالها 7 أهداف ضمن 269 مباراة. حيث فاز في موسمين بالكأس وفي خمسة مواسم بالدوري.
خاض ماريك تشيخ مسيرته مع نادي إنتر براتيسلافا في موسم 2000–01 ليلعب معه أربعة مواسم، مشاركًا في 71 مباراة سجل خلالها هدفًا واحدًا. ثم انتقل إلى نادي سبارتا براغ في موسم 2004–05 لمدة موسم واحد، حيث شارك في 17 مباراة ولم يسجل أي هدف. لينتقل بعدها إلى نادي بورتو في موسم 2005–06 واستمر معه طيلة ثلاثة مواسم، مشاركًا في 51 مباراة سجل خلالها هدفين. ثم انتقل إلى نادي وست بروميتش ألبيون في موسم 2008–09 واستمر معه طيلة ثلاثة مواسم، مشاركًا في 56 مباراة سجل خلالها هدفين أيضًا. هذا وانتقل لاحقًا إلى نادي طرابزون سبور في موسم 2011–12 ولمدة موسمين، مشاركًا في 44 مباراة سجل خلالها هدفًا واحدًا. ثم انتقل بعدها إلى نادي بولونيا في موسم 2013–14 لمدة موسم واحد، مشاركًا في 11 مباراة ولم يسجل أي هدف. ليعود وينتقل من جديد، لكن هذه المرة إلى نادي بوافيشتا في موسم 2014–15 لمدة موسم واحد، مشاركًا في 15 مباراة سجل خلالها هدفًا واحدًا. لينتقل بعدها إلى نادي كومو في موسم 2015–16 لمدة موسم واحد، مشاركًا في 4 مباريات ولم يسجل أي هدف.

## روابط خارجية
- ماريك تشيك على موقع الاتحاد الدولي (مؤرشف)  (الإنجليزية)
- ماريك تشيك على موقع الاتحاد الأوربي (الإنجليزية)
- ماريك تشيك على موقع اتحاد تركيا (لاعب) (الإنجليزية)
- ماريك تشيك على موقع قاعدة بيانات كرة القدم.إي يو (الإنجليزية)
- ماريك تشيك على موقع ناشيونال فوتبول تيمز (الإنجليزية)
- ماريك تشيك على موقع Soccerbase.com (لاعب) (الإنجليزية)
- ماريك تشيك على موقع Soccerway.com (الإنجليزية)
- ماريك تشيك على موقع عالم كرة القدم.نت (الإنجليزية)
- ماريك تشيك على موقع كووورة
- ماريك تشيك على موقع AS.com (الإسبانية)